# Abilio
Abilio (Abiliusz), łac. Abilius (zm. ok. 98) – trzeci  biskup Aleksandrii, święty Kościoła katolickiego i koptyjskiego Kościoła Ortodoksyjnego.

## Życiorys
Jedyne informacje o tym świętym pochodzą od Euzebiusza. Ograniczone i nie poddające się weryfikacji pisma mówią o Abilio, że był drugim następcą Marka Ewangelisty i następcą św. Aniana w latach ok. 85–98.
Prawosławny patriarchat grecki nadał mu imię Avilio, natomiast koptyjski Mielo.
Od czasu kiedy św. Ado umieścił go swoim Martyrologium, jego wspomnienie w Kościele katolickim obchodzone jest 22 lutego.
W kościele koptyjskim, który posługuje się własnym kalendarzem (1 Tūt), wspomnienie obchodzone jest jako odpowiednik 29 marca i 29 września według kalendarza gregoriańskiego.
Święty Abilio został pochowany obok szczątków św. Marka w aleksandryjskim kościele.
Łacińskie imię Abiliusz (Abilio) pochodzi od nazwy miejscowości Abila (Abilena) i oznaczało – pochodzący z Abili.